# Samo shampioni
Samo shampioni é uma canção dos cantores Elitsa Todorova & Stoyan Yankoulov. No concurso nacional da Bulgária, que teve lugar em Sófia, nos estúdios da BNT, obtiveram o segundo lugar no apuramento da canção que iria representar o país no Festival da Eurovisão. Como a canção vencedora foi eliminada por plágio, acabaram por ser eleitos vencedores e representantes do país.
No Festival Eurovisão da Canção 2013 na segunda semi-final, terminaram em 12º lugar com 45 pontos, não conseguindo passar á final.